# Amadeus Webersinke
Amadeus Webersinke (Jägersdorf bij Braunau (Noord-Bohemen), 1 november 1920 - Dresden, 15 mei 2005) was een Duitse pianist, organist en leraar.
Webersinke studeerde van 1938 tot 1940 aan het Institut für Kirchenmusik in Leipzig bij Karl Straube, Johann Nepomuk David, Otto Weinreich. In 1946 werd hij er docent. In 1953 werd hij docent piano aan het conservatorium van Leipzig. Tot 1953 was hij hoofdzakelijk organist, daarna beperkte hij zich tot de piano. Tijdens zijn vele concertreizen kwam hij onder andere in de voormalige DDR, de Bondsrepubliek, de Sovjet-Unie, en vele toenmalige Oostbloklanden zoals Bulgarije, Tsjecho-Slowakije, Polen, Roemenië en Hongarije maar ook andere landen als Oostenrijk, Zwitserland, Egypte, etc.
Amadeus Webersinke wijdde zich met name aan de werken van Bach voor piano en orgel en gaf ook concerten op klavecimbel. In 1966 werd hij docent aan het conservatorium van Dresden.
Zijn graf bevindt zich op het Maria kerkhof in Dresden-Hosterwitz.

## Onderscheidingen
- Nationalpreis der DDR III. Klasse (1950)
- Robert Schumannprijs van de stad Zwickau (1974)